# Strada nazionale 21 del Piano delle Fugazze
La strada nazionale 21 del Piano delle Fugazze era una strada nazionale del Regno d'Italia, che congiungeva Vicenza a Rovereto.
Venne istituita nel 1923 con il percorso "Vicenza - Schio - Piano delle Fugazze - Rovereto".
Nel 1928, in seguito all'istituzione dell'Azienda Autonoma Statale della Strada (AASS) e alla contemporanea ridefinizione della rete stradale nazionale, il suo tracciato costituì per intero la nuova strada statale 46 del Pian delle Fugazze.